# Hartwick-Regel
Die Hartwick-Regel ist eine 1977 von John M. Hartwick veröffentlichte Regel einer nachhaltigen Ressourcennutzung in einer Wirtschaft, die auch auf erschöpfliche Ressourcen angewiesen ist. Nachhaltig ist nach dieser Regel ein Ressourcenpfad, wenn die Gesellschaft die erschöpfliche Ressource im Sinne der Hotelling-Regel effizient abbaut, die hieraus erwirtschaftete Knappheitsrente vollständig in menschengemachtes Kapital investiert und nur das verbleibende Nettosozialprodukt konsumiert. In der Konsequenz spart – ganz nach John Rawls’ Theorie der Gerechtigkeit – jede Generation so viel, dass ihre Kinder trotz der zu erwartenden Rohstoffverknappung genauso viel konsumieren können.
Im strengen Sinn gilt die Hartwick-Regel nur unter der von Solow (1974) eingeführten Annahme einer Cobb-Douglas-Produktionsfunktion, in welcher die Substitution zwischen den Inputs einheits-elastisch ist und der Kapitalinput einen größeren Koeffizienten hat als der Energieinput. Die Hartwick-Regel gilt als Beispiel für eine Theorie der schwachen Nachhaltigkeit.

## Kritik
Die Regel kann nur schwer dauerhaft erfüllt werden, da unklar ist, wie viele Rohstoffe es gibt, wie deren technische Förder- und Recyclingmöglichkeiten in der Zukunft aussehen werden, wie sich die Bevölkerungszahl entwickeln wird und da die Ressourcen vermutlich irgendwann ausgehen werden.
In den letzten Jahrhunderten konnte die Regel zwar tendenziell erfüllt werden, da der Lebensstandard in der Regel anwuchs. Jedoch konsequent angewendet, also mit Blick darauf, dass die nächste Generation die Regel wieder für die auf sie folgende Generation anwenden muss, ist die Regel wahrscheinlich realitätsfremd und unerfüllbar.